# Asphondylia barbata
Asphondylia barbata är en tvåvingeart som beskrevs av Gagne 1990. Asphondylia barbata ingår i släktet Asphondylia och familjen gallmyggor. Inga underarter finns listade i Catalogue of Life.